# Ellipteroides (Protogonomyia) nigripes
Ellipteroides (Protogonomyia) nigripes is een tweevleugelige uit de familie steltmuggen (Limoniidae). De soort komt voor in het Oriëntaals gebied.